# Discographie de Harry Styles
Au cours de sa carrière discographique, le chanteur et auteur-compositeur britannique Harry Styles a notamment sorti trois albums studio, un EP et douze singles.
Le 7 avril 2017, Harry Styles sort son premier single solo Sign of the Times, qui atteindra la première place dans le UK Singles Chart. Son premier album éponyme est sorti le 12 mai 2017, et s'est ensuite classé à la première place des classements de plusieurs pays, dont le Royaume-Uni, les États-Unis et l'Australie.
Le 11 octobre 2019, Harry Styles a sorti son single Lights Up qui paraîtra ensuite sur son deuxième album Fine Line. La chanson a fait ses débuts à la 17e place du Billboard Hot 100 et à la 3e place du UK Singles Chart. En novembre et en décembre 2019, Watermelon Sugar et Adore You ont été sortis respectivement en tant que single promotionnel et deuxième single du deuxième album de Styles et ont culminé respectivement à la 17e et 7e place du UK Singles Chart. Fine Line est sorti le 13 décembre 2019, atteignant la 1re place du Billboard 200, marquant le deuxième album numéro un de Styles aux États-Unis après son premier album, et le premier artiste masculin britannique à atteindre directement la première place avec ses deux premiers albums. Falling et Watermelon Sugar seront par la suite respectivement sortis en tant que 3e et 4e singles de Fine Line.
En 2022, il sort son troisième album, Harry's House, précédé par la sortie du single As It Was, qui jouit d'un immense succès mondial.

## Albums studio
| Titre         | Détails                                                                                               | Meilleur classement | Meilleur classement | Meilleur classement | Meilleur classement | Meilleur classement | Meilleur classement | Meilleur classement | Meilleur classement | Meilleur classement | Meilleur classement | Meilleur classement | Ventes                                 | Certifications |
| Titre         | Détails                                                                                               | R-U                 | AUS                 | BEL (Fl)            | CAN                 | IRL                 | ITA                 | N-Z                 | SUE                 | SUI                 | FRA                 | É-U                 | Ventes                                 | Certifications |
| ------------- | --- | ------------------- | ------------------- | ------------------- | ------------------- | ------------------- | ------------------- | ------------------- | ------------------- | ------------------- | ------------------- | ------------------- | -------------------------------------- | -------------- |
| Harry Styles  | - Sortie : 12 mai 2017 - Label : Columbia - Format : Téléchargement, CD, LP, streaming                | 1                   | 1                   | 1                   | 1                   | 1                   | 2                   | 2                   | 3                   | 3                   | 4                   | 1                   | - 386 000 - 1 000 000                  | - : Or         |
| Fine Line     | - Sortie : 13 décembre 2019 - Label : Columbia - Format : Téléchargement, CD, LP, cassette, streaming | 3                   | 1                   | 4                   | 1                   | 1                   | 7                   | 1                   | 1                   | 6                   | 36                  | 1                   | - 458 000 - 3 000 000[réf. nécessaire] | - : Platine    |
| Harry's House | - Sortie : 20 mai 2022 - Label : Columbia - Format : Téléchargement, CD, LP, cassette, streaming      | 1                   | 1                   | 1                   | 1                   | 1                   | 1                   | 1                   | 1                   | 1                   | 1                   | 1                   |                                        | - : Platine    |

## EP
| Titre           | Détails                                                              | Notes |
| --------------- | -------------------------------------------------------------------- | --- |
| Spotify Singles | - Sortie : 27 septembre 2017 - Label : Columbia - Format : Streaming | EP de deux songs enregistrées pour Spotify. Il consiste en deux versions lives de Two Ghosts et une reprise de Girl Crush de Little Big Town. |

## Singles

### En tant qu'artiste principal
| Titre                                                               | Année | Meilleurs classements | Meilleurs classements | Meilleurs classements | Meilleurs classements | Meilleurs classements | Meilleurs classements | Meilleurs classements | Meilleurs classements | Meilleurs classements | Meilleurs classements | Meilleurs classements | Certifications | Album         |
| Titre                                                               | Année | R-U                   | AUS                   | BEL (Fl)              | CAN                   | FR                    | IRL                   | ITA                   | N-Z                   | SWE                   | SUI                   | É-U                   | Certifications | Album         |
| ------------------------------------------------------------------- | ----- | --------------------- | --------------------- | --------------------- | --------------------- | --------------------- | --------------------- | --------------------- | --------------------- | --------------------- | --------------------- | --------------------- | --- | ------------- |
| Sign of the Times                                                   | 2017  | 1                     | 1                     | 8                     | 6                     | 48                    | 6                     | 9                     | 6                     | 15                    | 4                     | 4                     | - Diamant - 7 × Platine - 4 × Platine - 5 × Platine - 2 × Platine - 2 × Platine - 2 × Platine - 2 × Platine - Platine - Or              | Harry Styles  |
| Two Ghosts                                                          | 2017  | 58                    | —                     | —                     | 91                    | —                     | 66                    | —                     | —                     | —                     | —                     | —                     | - Platine - Platine - Or - Argent | Harry Styles  |
| Kiwi                                                                | 2017  | 66                    | 92                    | 39                    | —                     | —                     | 72                    | —                     | —                     | —                     | —                     | —                     | - Platine - Platine - Platine - Platine - Or - Or                                                                                       | Harry Styles  |
| Lights Up                                                           | 2019  | 3                     | 7                     | —                     | 14                    | 127                   | 4                     | 37                    | 7                     | 15                    | 22                    | 17                    | - 2 × Platine - 2 × Platine - Platine - Platine - Or - Or                                                                               | Fine Line     |
| Adore You                                                           | 2019  | 7                     | 7                     | 12                    | 10                    | 126                   | 4                     | 78                    | 6                     | 40                    | 35                    | 6                     | - 6 × Platine - 6 × Platine - 5 × Platine - 2 × Platine - Platine - Platine - Platine - Platine - Or                                    | Fine Line     |
| Falling                                                             | 2020  | 15                    | 35                    | —                     | 55                    | —                     | 22                    | —                     | 24                    | 81                    | —                     | 62                    | - 4 × Platine - 4 × Platine - 3 × Platine - 2 × Platine - Or - Or - Or                                                                  | Fine Line     |
| Watermelon Sugar                                                    | 2020  | 4                     | 5                     | 2                     | 3                     | 31                    | 2                     | 31                    | 4                     | 9                     | 4                     | 1                     | - Diamant - 10 × Platine - 7 × Platine - 4 × Platine - 3 × Platine - 2 × Platine - 2 × Platine - Platine - Platine                      | Fine Line     |
| Treat People with Kindness                                          | 2021  | —                     | —                     | 50                    | —                     | —                     | 73                    | —                     | —                     | —                     | —                     | —                     | - Or - Argent | Fine Line     |
| Fine Line                                                           | 2021  | —                     | 95                    | —                     | —                     | —                     | —                     | —                     | —                     | —                     | —                     | —                     | - Platine - Platine - Or | Fine Line     |
| As It Was                                                           | 2022  | 1                     | 1                     | 1                     | 1                     | 1                     | 1                     | 3                     | 1                     | 1                     | 1                     | 1                     | - Diamant - 8 × Platine - 7 × Platine - 6 × Platine - 4 × Platine - 4 × Platine - 4 × Platine - 4 × Platine - 2 × Platine - 2 × Platine | Harry's House |
| Late Night Talking                                                  | 2022  | 2                     | 2                     | 42                    | 3                     | 2                     | 32                    | 25                    | 2                     | 9                     | 11                    | 3                     | - 3 × Platine - 2 × Platine - 2 × Platine - Platine - Platine - Or - Or - Or - Or                                                       | Harry's House |
| Music for a Sushi Restaurant                                        | 2022  | 3                     | 4                     | 47                    | 7                     | 8                     | 97                    | 68                    | 4                     | 34                    | —                     | 8                     | - Platine - Platine - Platine | Harry's House |
| Satellite                                                           | 2022  |                       |                       |                       |                       |                       |                       |                       |                       |                       |                       |                       | - Platine - Platine - Platine - Or | Harry's House |
| « — » indique que le single n'est pas sorti ou classé dans le pays. |       |                       |                       |                       |                       |                       |                       |                       |                       |                       |                       |                       | |               |

### Singles promotionnels
| Titre          | Année | Meilleurs classements | Meilleurs classements | Meilleurs classements | Meilleurs classements | Meilleurs classements | Meilleurs classements | Meilleurs classements | Meilleurs classements | Certifications                                        | Album        |
| Titre          | Année | R-U                   | AUS                   | CAN                   | IRL                   | ITA                   | N-Z                   | SUE                   | É-U                   | Certifications                                        | Album        |
| -------------- | ----- | --------------------- | --------------------- | --------------------- | --------------------- | --------------------- | --------------------- | --------------------- | --------------------- | ----------------------------------------------------- | ------------ |
| Sweet Creature | 2017  | 46                    | 39                    | 69                    | 37                    | 85                    | 39                    | 95                    | 93                    | - 2 × Platine - Platine - Platine - Platine - Or - Or | Harry Styles |